# Pfarrkirche Alpbach

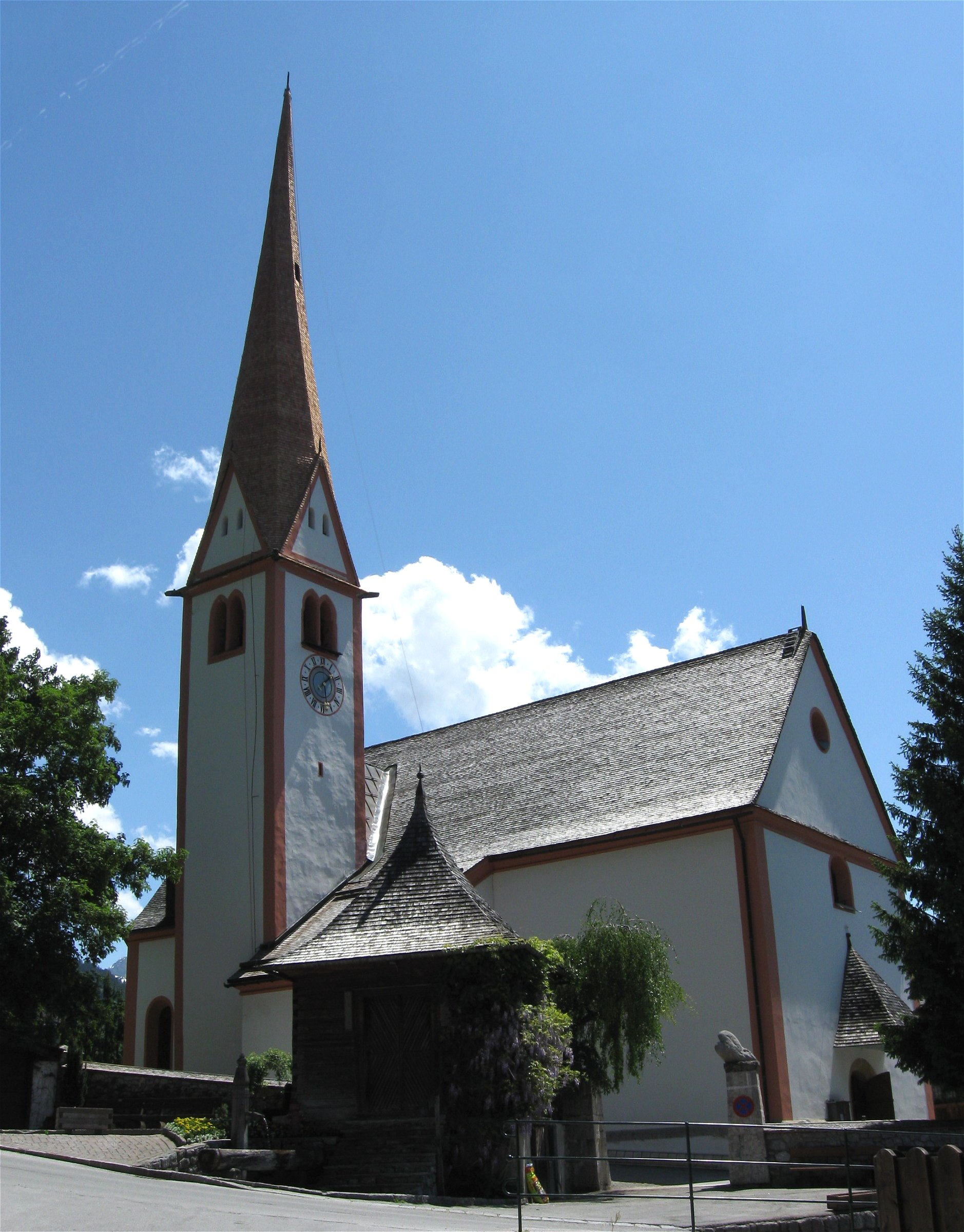
Katholische Pfarrkirche hl. Oswald in Alpbach

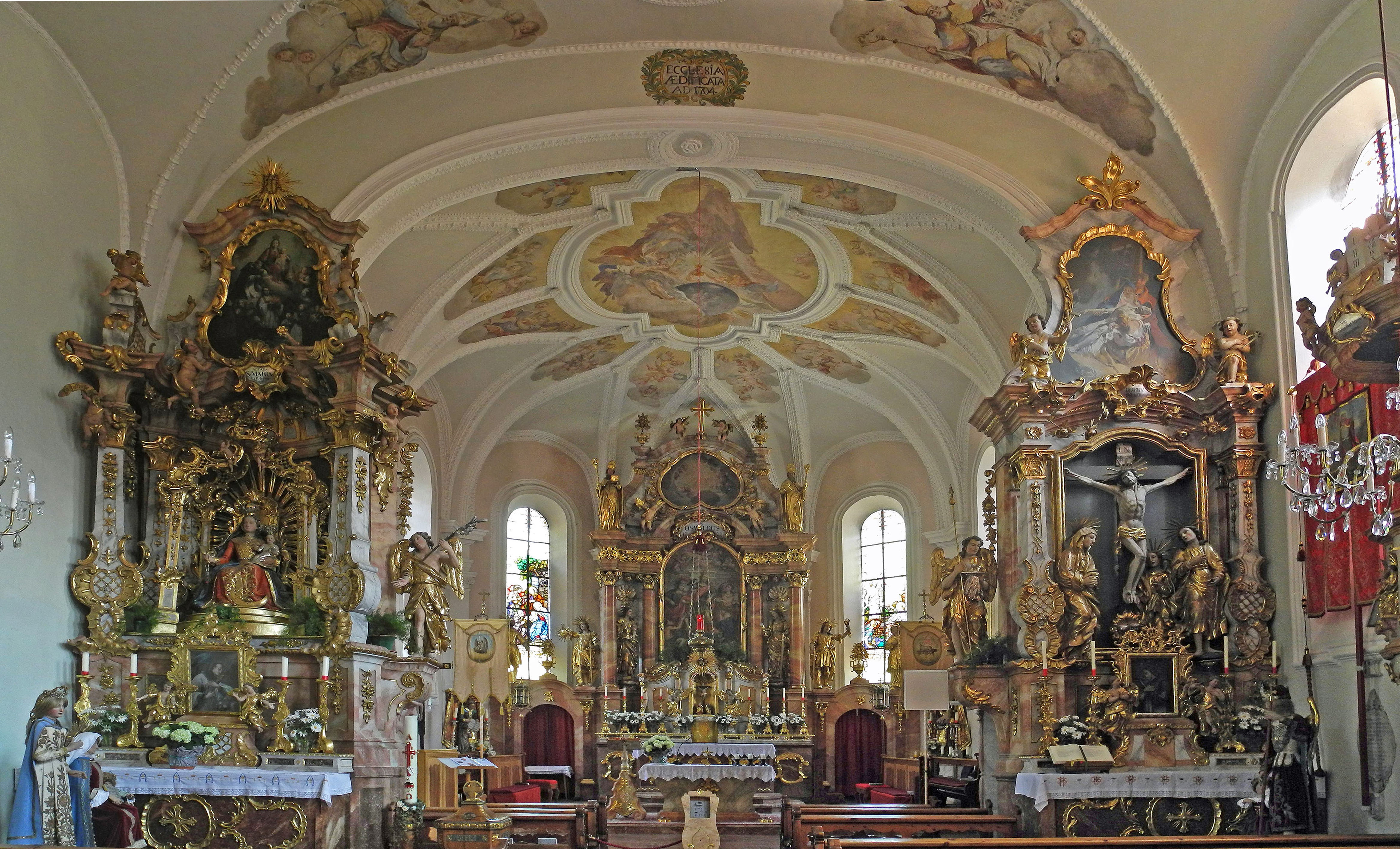
Langhaus, Blick zum Chor

Die  Pfarrkirche Alpbach steht in der Gemeinde Alpbach im Bezirk Kufstein im Bundesland Tirol. Die dem Patrozinium hl. Oswald unterstellte römisch-katholische Pfarrkirche gehört zum Dekanat Reith im Alpbachtal in der Erzdiözese Salzburg. Die Kirche und der Friedhof mit dem Kriegerdenkmal stehen unter Denkmalschutz (Listeneintrag).

## Geschichte
Urkundlich wurde die Kirche im Jahre 1369 erwähnt und die Kirchweihe erfolgte um 1420. Am Anfang des 16. Jahrhunderts fand ein Umbau statt. Der Vikaritat wurde im Jahre 1556 erwähnt. Der Barockbau der heutigen Kirche entstand nach urkundlicher Erwähnung im Jahr 1702. Die Kirche wurde 1891 zur Pfarrkirche erhoben.

## Architektur
Die barocke Saalkirche mit Schindeldächern ist im Kern gotisch und hat einen gotischen Turm. Der schlichte Bau hat Eckputzlisenen und einen umlaufenden, abgeschrägten Sockel. Der nordseitig am Langhaus stehende Turm hat ein spitzbogiges Zwillingsfenster und einen hohen gedrehten Giebelspitzhelm über einem Gesims. Die Sakristei ist an der Südseite angebaut. In der Westfront ist ein Dreieckgiebel über einem Hauptgesims mit einem Korbbogenportal, daneben ein spätgotischer Dienst aus Rotmarmor aus der ersten Hälfte des 16. Jahrhunderts.
Das fünfjochige Langhaus hat eine Flachtonne mit Stichkappen auf Konsolen mit Akanthusstuck. Die Westempore ist zweigeschoßig mit Brüstungen mit Malereien aus der zweiten Hälfte des 18. Jahrhunderts. Der flache Triumphbogen ist eingezogen. Der leicht eingezogene, einjochige Chor hat eine Flachtonne mit Stichkappen und zartem Stuck auf Pilastern mit ionisierenden Kapitellen und Gebälkstücken. Er hat einen Fünfachtelschluss.
Die barocken Gewölbemalereien von Christoph Anton Mayr (1754) wurden bei der Renovierung 1959 freigelegt und mit Wolfram Köberl – im Chor zur Gänze – ergänzt. Die Glasmalerei ist aus 1924.

## Ausstattung
Der barocke Hochaltar entstand urkundlich 1722 und ist mit 1727 bezeichnet.
Die Orgel mit einem Rokoko-Prospekt baute Johann Anton Fuchs 1771 und wurde 1954 mit K. Reinisch’s Erben erweitert. 
Eine Glocke goss Heinrich Reinhart 1601.